# Рогачинський бук лісовий
Рогачинський бук лісовий — ботанічна пам'ятка природи місцевого значення. Зростає поблизу села Рогачин Тернопільського району Тернопільської області, в кв. 33 вид. 12 Нараївського лісництва Бережанського державного лісомисливського господарства, у межах лісового урочища «Нараївська дача».
Оголошено об'єктом природно-заповідного фонду рішенням Тернопільської обласної ради від 25 квітня 1996 № 90.
Характерний високою якістю стовбура та інтенсивністю росту (вис. на 10 % і діам. на 30 % перевищує показники насаджень). Служить насінною базою для заготівлі живців і насіння. Одна з основних лісоутвор. порід області. Перебуває у віданні ДЛГО «Тернопільліс». Площа — 0,01 га.
Під охороною — плюсове (елітне) дерево бука лісового віком понад 110 років, діаметром 56 см і висотою 30 м.